# Rome Deguergue
 (mars 2019).
Si vous disposez d'ouvrages ou d'articles de référence ou si vous connaissez des sites web de qualité traitant du thème abordé ici, merci de compléter l'article en donnant les références utiles à sa vérifiabilité et en les liant à la section « Notes et références ».
Rome Deguergue, née en 1952 à Armentières (Nord), est une écrivaine de langue française, de père français et de mère italo-allemande.

## Biographie
Rome Deguergue, née le 8 décembre 1952 à Armentières, dans le Nord de la France, a passé sa petite enfance dans la Sarre avant que ses parents ne s'établissent en Aquitaine, ce qui l'amène à changer de langue d'expression, de l'allemand pratiqué durant ses premières années, elle passe ainsi à l'apprentissage du français dans sa nouvelle école, en bord de Garonne.
À l'âge de dix-huit ans, elle commence à voyager (Italie, Angleterre, Espagne, Suisse, Autriche, Liechtenstein, Belgique, Luxembourg, Pologne) et à séjourner dans divers pays, notamment en Allemagne (Francfort, Berlin, Munich, Constance, Tübingen), mais aussi en Arabie, en Iran, aux États-Unis (Fort Worth, La Nouvelle-Orléans, Washington, San Francisco, New York)…
Formation de collaboratrice de direction trilingue. Études de lettres modernes et de langues. Obtention de diplômes consulaires. Technicienne du tourisme viticole à Napa Valley et en Europe. Enseignement privé de la langue française en direction d'adultes hors de l'hexagone.
Au début des années 2000, elle revient en Aquitaine afin de se consacrer à l’écriture, en langue française, à la traduction, à la création d’Ateliers de plein air (ADPA) plurilingues, "champs de géo-poésie" en direction de jeunes publics francophones et d'adultes migrants, tant en France que hors de l'hexagone (Belgigue, Italie, Roumanie, Pologne, Bulgarie, Allemagne, Hongrie…), destinés à utiliser des mots "migrateurs" pour s'assurer de la vitalité de la langue française, capable de dialoguer avec les autres langues du monde.
Parallèlement, elle collabore avec son mari Patrice Yan Le Flohic, dit PYLF, géologue, peintre et photographe, à l'administration d’une société de prestations de services géologiques.
Son œuvre publiée, comme les ateliers qu'elle élabore et adapte, selon les publics pluriels qu'elle côtoie, ici et ailleurs, et les interventions à des colloques internationaux sont marqués par l'importance donnée à la poésie du "lieu" et de la "mémoire du lieu". Elle se réclame ainsi de la "géo-poésie". Ces - ateliers de plein air - tentent d'exercer les regards singuliers et croisés portés sur un seul et même lieu, au même moment. Lieu géologique. Lieu géographique. Lieu de vie. Lieu de passage. Lieu de mort. Lieu historique, littéraire, artistique, du patrimoine, lieu de « mémoire contre l'oubli ». Panorama à embrasser du regard ex- et intérieur. Dans le but d’observer les transformations naturelles, immanentes, permanentes, géologiques, végétales, minérales, animales, ou du fait de la main de l’homme et surtout, d’"apprendre à voir", comme suggéré par le poète, Rainer Maria Rilke. Mais aussi d’utiliser son regard critique, de laisser affleurer les remarques et ainsi de cultiver une certaine allégresse à être au monde, malgré tout ce qui fâche et révolte, malgré tout… dans la meilleure connaissance de ce qui nous entoure et nous interroge, pour réfléchir, réagir et agir ensemble. Voir pour mieux savoir !
Elle collabore à différentes revues et ouvrages collectifs, est présente dans diverses anthologies et dans le grand Dictionnaire de Bordeaux. Elle est aussi conseillère littéraire auprès du Cénacle Européen des Arts & des Lettres de Paris, membre de l’Institut international de Géopoétique, de la Société des Poètes Français, du SIAM (Société des Amis de Montaigne), de l'ARDUA (Association Régionale Des Universitaires d'Aquitaine), du PEN club français, auteure associée à l'ERCIF, équipe de recherche créativité et imaginaire de la femme à l'université Bordeaux Montaigne, membre honoraire de l'Union des Écrivains de la ville de Timisoara, Roumanie, directrice de publication dans la collection Écritures, Schena editore et correspondante de la revue Traversées, Virton, Belgique.

## Publications
Liste plus complète : http://romedeguergue.wordpress.com/ 

### Poésie
- Marmara, de l’île des Princes à l’île de la Cité, Paris / Istanbul, Encres Vives, collection Lieu, Colomiers, 2003, (285550)
- Vapeurs fugitives. Carmina, Schena editore, 2004,  (ISBN 978-88-8229-456-4)
- Accents de Garonne. Visages de plein vent. Mémoire en blocs, Schena editore, 2004,  (ISBN 978-88-8229-401-4). Préface de Giovanni Dotoli.
- Ex-Odes du Jardin, & autres collages d'intemporalité, Alain Baudry et Compagnie, 2008  (ISBN 978-2-35755-000-1)[3]
- … de par la Reine… marcher dans la couleur du temps, primé par l'Académie des sciences morales, des lettres et des arts de Versailles. 2008,  (ISBN 978-2-35755-024-7) ;
- … de par la Reine… marcher dans la couleur du temps, bilingue français / roumain ; traducteur Horia Badescu ; éditions de l'Atlantique, collection Phoibos, 2012.  (ISBN 978-2-35845-110-9) ;
- … de par la Reine… marcher dans la couleur du temps, bilingue français / italien. Traduction d'Arianna Canciello (université de Naples) et Giuseppe Cappielo (université de Bari) éd. Schena, Italie 2013.  (ISBN 978-88-6806-025-1).
- … de par la Reine… marcher dans la couleur du temps, version française-espagnole. Traduction de Letizia Moréteau, Schena editore 2014.  (ISBN 978-88-6806-051-0).
- En chemin, bilingue français / allemand, éditions En Forêt / Im Wald, Rimbach, Allemagne, 2008[4]  (ISBN 978-3-929208-98-6)
- Couleurs & Rêves de la femme arlequine, bilingue français / allemand ; traducteur Rüdiger Fischer Alain Baudry et Compagnie, 2011  (ISBN 978-2-35755-061-2)[5]
- De pluies & de saisons ; géo-poèmes traduits bénévolement en 14 langues du monde, à destination de jeunes publics, ArtPress éditeur, Timisoara, Roumanie, 2012  (ISBN 978-973-108-394-0)
- Androgyne, binôme avec le poète et peintre reimois, Michel Bénard, préface de Jacques Viesvil, poète, nouvelliste, dramaturge belge ; illustration de couverture de Paul Maulpoix, sculpteur, peintre ; éditions de la Société des Poètes Français. 2012.  (ISBN 978-2-84529-143-0).
  - Volet 3 des Ex-odes du Jardin, variations - Mots contre Maux ; Schena editore et Alain Baudry & Cie, 2015  (ISBN 978-88-6806-081-7).
  - CLAIR DE FUTUR / BARLUMI DI FUTURO ; bilingue fr. / italien ; traduction du professeur Mario Selvaggio ; Edizioni Universitarie Romane, 2015.  (ISBN 978-88-6022-263-3).
  - Appel du large, 2016 sur beau papier blanc nacré aux Editions Alcyone.  Tirage limité, numéroté, orné de huit photographies en noir et blanc de Patrice Yan Le Flohic  (ISBN 978-2-37405-017-1) www.editionsalcyone.fr
  - GIRONDINE A la lisière de la proésie & du narratoème, photos de Patrice Yan le Flohic, éditeur TRAVERSEES, Virton, Belgique, janvier 2018  (ISBN 978-2-9601658-5-2) dépôt légal D/2017:13.647/2. Site de l'éditeur : http://traversees.wordpress.com/a-propos/

### Roman
- NABEL, L'Harmattan, 2005  (ISBN 978-2-7475-7792-2) préface de Salah Stétié
- LA PART DES FEMMES, suivi de &Ros(e) Noir(e) ; en fin d'écriture.

### Nouvelles
- Exils de soie, Schena editore, Fasano, 2003, Nouvelle édition, 2011  (ISBN 978-88-8229-374-1) Préface de  Giovanni Dotoli
- Amnesia, éditions de l'université de Naples, 2013.

### Théâtre
- À bout de rouge, comportant les notes et autres didascalies du professeur, comédien et dramaturge, Dominique Unternehr, Schena editore et Alain Baudry & Cie 2014.  (ISBN 978-88-6806-052-7 et 978-2-35755-133-6).

### Essais (choix)
- Quelques manières de lire les lignes de la ville, 2003 (Géo-poésie autour de Bordeaux)
- Des Avant-gardes historiques à l'Intuitisme : regards croisés ; colloque international de Cagliari, Sardaigne, 10 - 11 mai 2013. Schena editore et Alain Baudry & Cie 2013.  (ISBN 978-88-6806-018-3 et 978-2-35755-106-0).

### Entretiens
- Plis et Replis de mémoire poétique, entretien avec le poète et professeur Giovanni Dotoli, Schena editore,  (ISBN 88-8229-460-9) Fasano - Rochefort du Gard, Schena - Alain Lucien Benoit, 2004  (ISBN 2-915210-09-8)

### Album de contes pour enfants
- Malou, Elliot et les quatre bougies, Schena editore, 2008  (ISBN 978-88-8229-770-1)

### Ouvrage critique
- En marche laisser jaillir les mots des maux en marge : recensions et entretiens à propos de l’œuvre de Rome Deguergue : 2003 - 2013 ; Schena editore, 2013.  (ISBN 978-88-6806-026-8).

### Articles et communications (choix)
- Comment éveiller le lecteur adulte et les jeunes publics à la culture, l'identité et à la géo-poésie en Europe ? Actes du colloque Expressions culturelles et identités européennes de Banská Bystrica, Slovaquie, des 15 et 16 avril 2010[6]  (ISBN 978-2-8027-3563-2) 2012.

### Traductions
- Todten-Opfer, poème de jeunesse, attribué à Hölderlin, 10 strophes.
- Hymne an die Heiterkeit / Serenity, poème (chanté à l’occasion de la cérémonie d’inauguration d’un pavillon de campagne qui porte le nom de Serenity) de 21 strophes, attribué à Émilie von Berlepsch, contemporaine de Hölderlin, suivi d’un texte de présentation et précédé d’un essai sur la vie et l’œuvre d'Émilie Von Berlepsch paru dans la revue en ligne Temporel 2007 dans la rubrique à l'écoute et à l'œuvre.
- Mon village du professeur et poète, Giovanni Dotoli ; en co-traduction avec le professeur, Mario Selvaggio de l'université de Cagliari, Sardaigne, Alain Baudry & cie éditeur, Paris 2013.  (ISBN 978-2-35755-109-1).
- My late husband / Feu mon mari ; Juan ; A beauty / Une beauté ; Games of authority / Jeux de pouvoir ; Idleness / Oisiveté ; Une Médée parmi tant d'autres : pièces de théâtre de la dramaturge, poète et romancière grecque, Lia Karavia, édition Bilatéral, Athènes, 2009, 2010, 2011 et 2013.
- Sur proposition de Rome Deguergue, le metteur en scène Jean-Claude Meymerit crée en première nationale le monodrame, Feu mon mari (octobre 2013) au POQUELIN THÉÂTRE de Bordeaux. Traduction de R.D., ouvrage édité aux Dossiers d'Aquitaine sous le titre : Mon défunt mari, 2013.  (ISBN 978-2-84622-250-1).
- Une rencontre-débat et lecture théâtralisée de cette pièce a eu précédemment lieu le 20 juin 2013 en présence de l'auteure dans ce même Théâtre.

### Travaux d'étudiants et de professeurs (extraits)
- Mémoire de maîtrise d'Arianna Canciello, Université l'Orientale de Naples, Italie à propos du thème de « l'exil de la poésie » dans l'œuvre de rd ; année 2009-2010.
- Mémoire de licence d'Emanuela Carlone, Université de Bari, Italie, « Le jardin dans la prose et dans la poésie de Rome Deguergue : chronotope, lieu de mémoire et espace de frontière », année 2006-2007.
- Essai / Communication du professeur Concetta Cavallini, Bari, : « Contes pour enfants et dictionnaires : exotisme et expérimentation chez Rome Deguergue », à propos de « Malou, Elliot & les quatre bougies », présentée au colloque des Journées Italiennes des Dictionnaires, Naples, Orient-Occident croisements lexicaux et culturels, actes parus à la Biblioteca della ricerca 40, Schena et Alain Baudry et Cie 2009.

## Reconnaissances
- Trophée Michel de Montaigne, Centre Européen de Promotion des Arts & des Lettres de Thionville, 2002.
- Trois Prix de Poésie des premières réalisations, ARDUA de la ville de Bordeaux ; 2002 : Accents de Garonne / Visages de plein vent / Mémoire en blocs ; en 2005 dans la "catégorie recherche de création littéraire" : NABEL ; en 2008 : le 2e volet des Ex-odes du Jardin.
- Prix Marcel Beguey de la ville de Bergerac, 2004.
- Grand Prix Européen de Poésie et Lettres VIRGILE pour l'ensemble de l'œuvre ; distinction qui encourage et distingue un poète francophone européen ayant rendu d’éminents services à la cause de la poésie de langue française, diffusée en Europe, 2008.
- Grand Prix de Poésie Fondation Foulon de Vaulx, de l'Académie des Sciences Morales, des Lettres et des Arts de Versailles et d'Île-de-France, 2008 pour : de par la Reine, marcher dans la couleur du temps.
- Grand Prix de la Société des Poètes Français, pour l'ensemble de l'œuvre et pour l'action menée au service de la Poésie, 2009.
- Prix St Exupéry, CEPAL pour l'action en littérature jeunesse, 2010.
- Second Prix du recueil poétique étranger, illustré  & édité, Accademia Internazionale, Il Convivio, Castiglione di Sicilia, Sicile, 2011.
- Prix de la nouvelle ; titre : AMNESIA concours international organisé par l'Université de Naples Napoli racconta 2012. Éditions de l'Université de Naples, 2013.
- Médaille d'Argent de l'Académie Internationale de Lutèce, 2013, 2014.
- Médaille de bronze du mérite littéraire artistique et Prix Ovide, CEPAL, 2013.
- Prix ARDUA pour l'ensemble de l’œuvre poétique, remis à l'hôtel de ville de Bordeaux, Palais Rohan, mai 2014.
- Second Prix au concours de Poésie Féminine, Les Amis de Thalie, 2014.
- Médaille d'argent du mérite littéraire, CEPAL, 2015.
- Médaille de vermeil du mérite littéraire, Cepal, 2016 et prix du recueil illustré intitulé Appel du large.